# نانوپانک
نانوپانک (به انگلیسی: Nanopunk) به یک زیرژانر نوظهور علمی تخیلی اشاره دارد که در مقایسه با ژانر سایبرپانک و برخی دیگر از مشتقات آن، در مراحل ابتدایی خود قرار دارد. این ژانر شبیه بیوپانک است، اما جهانی را توصیف می‌کند که در آن زیست‌نانوفناوری و نانوروباتیک مورد استفاده قرار می‌گیرند و فناوری‌های نانو نیروهای تکنولوژیکی غالب در جامعه هستند.
این ژانر به تأثیر هنری، روان‌شناختی و اجتماعی فناوری نانو می‌پردازد تا جنبه‌هایی از فناوری که هنوز در مراحل اولیه است. برخلاف سایبرپانک که با یک شخصیت کم عمر و در عین حال از نظر فناوری پیشرفته متمایز می‌شود، نانوپانک می‌تواند شخصیت دیستوپیایی تیره‌تری داشته باشد، که ممکن است خطرات بالقوه فناوری نانو را بررسی کند و همچنین دیدگاه خوش‌بینانه‌تری که ممکن است بر استفاده‌های بالقوه فناوری نانو تأکید کند.